# 2710 Веверка
2710 Веверка (2710 Veverka) — астероїд головного поясу, відкритий 23 березня 1982 року.
Тіссеранів параметр щодо Юпітера — 3,498.